# طواف سويسرا 2006
طواف سويسرا 2006 هو سباق دراجات هوائية أقيم بتاريخ 10 يونيو — 18 يونيو، تكون السباق من 9 مراحل وامتدّ لمسافة 1468 كم، استغرق السباق 38 ساعة 21 دقيقة 36 ثانية. فاز به الألماني يان أولريش وحلّ ثانيا كولدو جيل.

## الترتيب
| م                     | الدرّاج     | البلد   | الزمن                     |
| --------------------- | ---------- | ------- | ------------------------- |
| الفائز بالترتيب العام | يان أولريش | ألمانيا | 38 ساعة 21 دقيقة 36 ثانية |
| الثاني                | كولدو جيل  | إسبانيا |                           |